# Neuropatia autonomiczna
Neuropatia autonomiczna – grupa zespołów klinicznych, które dotyczą różnych części układu nerwowego. Dotyka bliższych i dalszych odcinków obwodowych nerwów czuciowych i ruchowych, a także autonomicznego układu nerwowego. 
Pojawia się w przebiegu cukrzycy i ryzyko jej rozwoju zwiększa się w miarę wydłużania się okresu trwania choroby oraz zależy od stopnia kontroli metabolicznej cukrzycy (im poziomy cukru w surowicy bliższe są normoglikemii, tym mniejsze ryzyko rozwoju).
Najczęstsze kliniczne postaci neuropatii autonomicznej:
- zaburzenia rytmu serca w przypadku uszkodzenia serca
- tzw. nieme niedokrwienie, czyli asymptomatyczna postać choroby niedokrwiennej serca (ang. silent angina) wskutek uszkodzenia włókien nerwowych zostaje przerwane przewodzenie bodźców bólowych
- gastropareza przy uszkodzeniach przewodu pokarmowego
- impotencja w przypadku uszkodzenia układu rozrodczego
- porażenie pęcherza moczowego w przypadkach uszkodzenia układu moczowego